# Вилья-Пурификасьон (муниципалитет)
Вилья-Пурификасьон (исп. Villa Purificación) — муниципалитет в Мексике, в штате Халиско, с административным центром в одноимённом городе. Численность населения, по данным переписи 2020 года, составила 11 303 человека.

## Общие сведения
Название Purificación с испанского языка — очищение.
Площадь муниципалитета равна 1848,1 км², что составляет 2,4 % от общей площади штата, а наиболее высоко расположенное поселение Ла-Сидра находится на высоте 1039 метров.
Вилья-Пурификасьон граничит с другими муниципалитетами штата Халиско: на севере и западе с Томатланом, на северо-востоке с Аютлой, на востоке с Аутлан-де-Наварро, на юго-востоке с Касимиро-Кастильо, и на юге с Ла-Уэртой.

## Учреждение и состав
Муниципалитет был образован 26 сентября 1871 года, по данным 2020 года в его состав входит 135 населённых пунктов, самые крупные из которых:
| Код INEGI                  | Населённый пункт                                                                                       | Численность населения (2005 год) | Численность населения (2010 год) | Численность населения (2020 год) |
| -------------------------- | --- | -------------------------------- | -------------------------------- | -------------------------------- |
| 068                        | Всего                                                                                                  | 10975                            | 11623                            | 11303                            |
| 0001                       | Вилья-Пурификасьон (исп. Villa Purificación) 19°43′09″ с. ш. 104°36′18″ з. д. (административный центр) | 4551                             | 5277                             | 5965                             |
| 0119                       | Сан-Мигель (исп. San Miguel) 19°40′46″ с. ш. 104°43′38″ з. д.                                          | 557                              | 592                              | 516                              |
| 0084                       | Пабело (исп. Pabelo) 19°52′51″ с. ш. 104°38′01″ з. д.                                                  | 450                              | 476                              | 342                              |
| 0141                       | Сапотан (исп. Zapotán) 19°45′35″ с. ш. 104°55′07″ з. д.                                                | 442                              | 445                              | 287                              |
| 0044                       | Эстансия-де-Амборин (исп. Estancia de Amborín) 19°45′07″ с. ш. 104°32′10″ з. д.                        | 226                              | 239                              | 244                              |
| 0057                       | Хиросто (исп. Jirosto) 19°45′24″ с. ш. 104°45′02″ з. д.                                                | 267                              | 294                              | 242                              |
| —                          | Прочие                                                                                                 | 4482                             | 4300                             | 3707                             |
| Названия на карте Генштаба | |                                  |                                  |                                  |

## Экономическая деятельность
По статистическим данным 2000 года, работоспособное население занято по секторам экономики в следующих пропорциях:
- сельское хозяйство, животноводство и рыбная ловля — 59,1 %;
- промышленность и строительство — 12,2 %;
- торговля, сферы услуг и туризма — 28,9 %;
- безработные — 1,8 %.

## Инфраструктура
По статистическим данным 2020 года, инфраструктура развита следующим образом:
- электрификация: 97,5 %;
- водоснабжение: 87,3 %;
- водоотведение: 96 %.